# Premio de Poesía Emilio Prados
El premio Internacional de Poesía Emilio Prados es uno de los premios más destacados de la poesía joven en lengua española convocado anualmente por el Centro de la Generación del 27 en la ciudad de Málaga, España.
Patrocinado por la Diputación de Málaga, es un concurso para autores de menos de 35 años y obras inéditas, dotado con 6.000 €. El premio se entrega en un acto ante los medios de comunicación celebrado en el Centro Cultural Provincial. Desde su creación los trabajos ganadores han publicados por la Editorial Pre-Textos.

## Ganadores
- 2000: Alexis Díaz Pimienta, con Yo también pude ser Jacques Daguerre.
- 2001: Carlos Pardo, con Desvelo sin paisaje.
- 2002: Antonio Manilla, con Canción gris.
- 2003: Josep M. Rodríguez, con La caja negra
- 2004: Andrés Navarro, con La fiebre.
- 2005: Camilo de Ory, con Lugares comunes.
- 2006: Isidro Hernández, con El ciego del alba.
- 2007: Juan Manuel Romero, con Hasta mañana.
- 2008: Rafael Espejo, con Nos han dejado solos.
- 2009: Jorge Omar Ramírez Pimienta, con Escribo desde aquí.[3]
- 2010: Jeymer Gamboa, con Días ordinarios.
- 2011: Alberto Carpio Jiménez, con Los comensales.
- 2012: Lola Mascarell, con Mientras la luz.
- 2013: Andrés Catalán, con Ahora solo bebo té.
- 2014: Javier Vela, con Hotel origen.
- 2015: Juan Bello, con Nada extraordinario.
- 2016: Alejandro González Luna, con Donde el mar se muere.
- 2017: Gracia Aguilar Almendros, con Libérame, domine.
- 2018: Virginia Navalón, con Bestiario.
- 2019: Ángelo Néstore, con Hágase mi voluntad.[4]
- 2020: Juan de Beatriz, con Cantar qué.
- 2021: Daniel Fernández Rodriguez, con Las nubes se levantan.
- 2022: Rodrigo Olay, con Quizá yo.